# Антун Дробац
Антун Дробац (Дубровник, 13. април 1810 – Дубровник, 8. март 1882) је био угледни Дубровчанин.  Током 40 година је радио као општински чиновник и апотекар. Остао је познат као истакнути природословац, хемичар, колекционар. Сакупљао је природњачку збирку, од које је основан Природословни музеј у Дубровнику. Његов рад је везан за рану примену анестетика етром, 
откриће и практичну примену инсектицидних својстава бухача. Бавио се и дагеротипијом.

## Биографија
Пореклом је Комаја. Мајка Катарина, млађи брат Лука (1812 – 1876).

### Апотекар
Завршио фармацију у Падови 1830. после чега се вратио у Дубровник. Од 1830. до 1832. је званично водио апотеку „Мале браће“ у оквиру Фрањевачког манастира. Протходних 40 година у манастиру је апотеку водио и истовремено обављао дужност болничког хирурга фра Иван Батиста. Међутим, пошто је био самоук, без школе, према новим аустријским законима, те дужности више није могао да обавља. Дробац је 1832. отворио породичну апотеку (итал. Fratelli Drobaz) у близини Спонзе, тада трећу у Дубровнику, коју је водио са својим млађим братом Луком.
На његов предлог, на свим бродовима је уведена апотека, а апотека с његовог брода „Радо“ се сада чува у Поморском музеју.

### Природословни музеј
Још као студент је почео да прикуља раритете, флоре, а након повратка у Дубровник, такође је прикупљао и фауну, шкољки, риба, змија, препарираних животиња, руда, минерала, кристала, али и разних предмета од културно-историјског значаја. Своју колекцију је назвао Кабинет природописа, коју је јавно изложио у Доминиканском манастиру.
Један је од првих власника бродова који је уложио у Дубровачко поморско друштво. Као бродовласник је често путовао и добро познавао поморске капетане преко којих је стално одржавао везу са светом. Био је висок и прилично јак, одавао је утисак одлучног и предузетног човека. Око четрдесет година је радио у општинској управи, а његова се реч слушала и поштовала. Као успешан послован човек дошао је на чело Техничко-обртничке коморе.
Као председнику Техничко-обртничке коморе, многи Дубровчани су му се обраћали с идејом о оснивању техничке школе у Дубровнику. Услов за оснивање школе су били технички и природњачки кабинети, с добро опремљеним збиркама. Из тог разлога Дробац је покренуо иницијативу за прикупљање збирки. Године 1867. збирка је имала већи број сакупљених предмета, далеко већи од онога који је био потребан за једну школску збирку. Међутим, Бечка влада ипак није одобрила молбу Техничко-обртничке коморе за отварање школе, с образложењем да влади недостаје новац за такве инвестиције. Прави разлог за одбијање је заправо то што аустроугарској влади није било у интересу да подржава развој Дубровника. Тако се дошло на нову идеју о отварању музеја. Основу збирке је чинила управо његова збирка и збирка Техничко-обртничке коморе. На дан 26. јануара 1872. године чланови општинског одбора и Трговачко-обрничке коморе су потписали акт на италијанском језику, којим је основан је Домородни музеј, а Дробац је постао његов почасни доживотни председник. Налазио се у контакту с многим трговцима и поморцима, који су у музеј доносили своје необичне примерке са свих страна света. Прва изложба је отворена априла наредне године. Музеј је представљао једну од важнијих институција у Дубровнику. У њему се чувала и културна баштина. Музеј је сакупљао предмете из историје, географије, уметничке, књижевне и остале вредне предмете. Након његове смрти, музеј је преузео Балдо Косић. Музеј се у документима оног времена под различитим именима, „Домородни музеј“ итал. Museo Patrio, „Домовински музеј“, „Домаћи музеј“ или само „Музеј“.

### Практична примена бухача
Бавио се изучавањем фармаколошких својстава појединих биљака. Заслужан је за откриће и практичну примену инсектицидног ефекта бухача (лат. Tanacetum cinerarii folium - Trevir.). Откриће овог делотворног дејстава се везује легенду како је Дробац уочио да се инсекти повијају након кантакта са метлом од бухача. Превентивно је спречио епидемију колере у Дубровнику и на тај начин спасао град. Постао је први професионални произвођач и први трговац прашка из осушених цветних пупољака те биљке. Производња и продаја били су од велике економске важности и за подручје Дубровника и целу Далмацију, где се затим проширио комерцијално гајење бухача. Данас је ова традиција остала потпуно заборављена.

### Анестезија у Дубрвнику
Активно је пратио нове догађаје из области фармације. Припремио је етер за прву операцију анестезије инхалацијом са етром у Дубровнику, само 10 месеци након што је прва таква операција изведена Бостону. Операција је изведена 1847. године, а извели су је доктори Франо Лопужић, Влахо Шарић и Аугуст Казначић. Етарску маску је припремио Нико Пинели. О оперецији је писао чланак у листу итал. Gazzetta di Zara, у коме је записао да је оперисана млада Дубровчанка, којој је установљен тумор дојке и да је она током операције остала будна, али да није осећала бол.

### Фотограф
Фотографија му је највероватније била допунско занимање. Познато је да је још 1844. показивао дагеротипију. Преко Јеремије Гагића, руског конзула у Дубровнику, Његош је ступио у контакт с њим, тражећи да његовог секретара Милорада Медаковића подучи дегеротипији, што је овај учинио крајем 1845. Код Дропца су се могле чак и купити хемикалије за дегеротипијско снимање. Међутим, ниједна његова дагеротипија није до сада пронађена.

### Остале делатности
Био је члан Народне гарде 1848-49, чије се деловање заснивало на добровољној основи. Народна гарда је основана са циљем заштите јавног реда и мира.
Бавио се и политиком. Од 1861. истакнути члан Народне странке. Након победе на изборима 1869. постао је заменик општинског начелника.

### У његову част
Након Дропчеве смрти, Дубровчани су га прогласили заслужним грађаном и поставили му бисту у Природословном музеју, рад вајара Ивана Рендића.
Дропчева улица у Дубровнику, од 1912. носи име у његову част. Улица се претходно звала Славинска.